# Pyrausta tithonialis
Pyrausta tithonialis is een vlinder van de familie van de grasmotten (Crambidae). De wetenschappelijke naam van deze soort is voor het eerst voorgesteld als Botis tithonialis door Philipp Christoph Zeller in een publicatie uit 1872.

## Verspreiding
De soort komt voor in Europees-Rusland, Siberië, Kazachstan, Kirgizië, Mongolië, China, Noord-Korea en Japan.

## Ondersoorten
- Pyrausta tithonialis tithonialis (Zeller, 1872)
- Pyrausta tithonialis bashkirica Slamka, 2013 (Zuidelijke Oeral)
- Pyrausta tithonialis caucasica Slamka, 2013 (Kaukasus)
- Pyrausta tithonialis latiplagalis Caradja, 1934 (China)